# Кіріотиса
Кіріотиса (від грец. володарка, також Нікопея Кіріотиса, Богоматір Кіріотиса) — один з іконографічних типів зображення Богородиці, що стоїть у зріст, підтримує рукою Немовля в центрі біля грудей. Цей тип зображення схожий на Оранту, проте Богородиця на цій іконі не молиться, розкинувши руки як Оранта, а тримає Немовля біля грудей. Іноді подібний тип називається Нікопея Кіріотиса (від грец. Володарка Перемогодавиця). Образ Божої Матері «Нікопеї Кіріотиси» у свою чергу перегукується з одним із первісних Богородичних зображень — «Знаменням».

## Витоки зображення
Давнє візантійське зображення типу «Нікопея Кіріотиса» походить від одного з первісних зображень Божої Матері у Влахернському храмі. Мармурове зображення влахернського чудотворного образу Богоматері знаходилося біля імператорської купальні. Це був образ Богородиці, з рук якої текла свята вода - «Агіасма»  .

## Посвячені храми
Богородиці Кіріотисі присвячена церква Богородиці Кіріотиси, що знаходилася в Константинополі біля східного відрізка акведука Валента. Церква побудована на місці римських терм і двох храмів VI-VII століть під кінець правління Комнінів (кінець XII століття).

## Розвиток образу

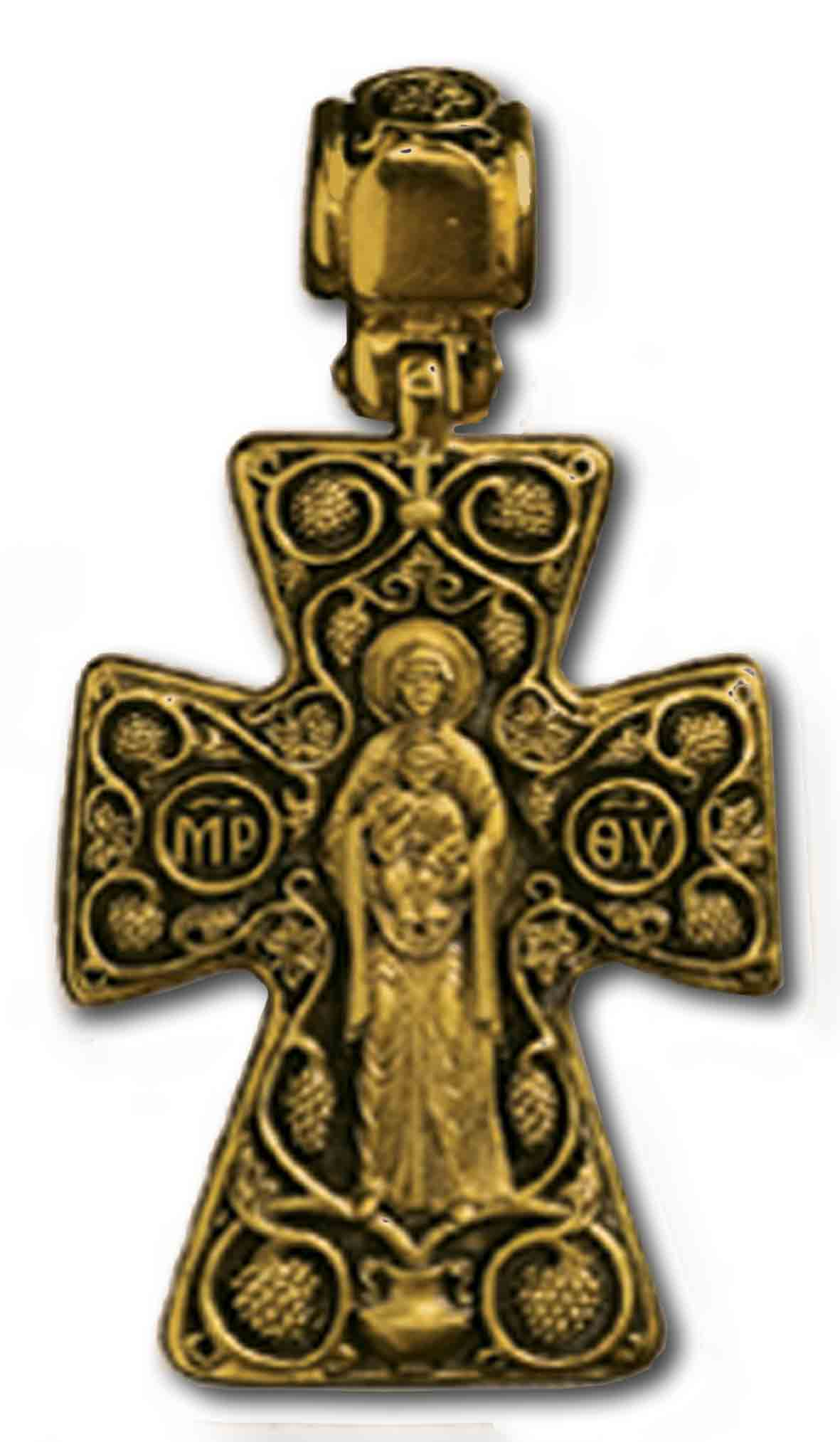
Натільний хрестик із зображенням Богоматері Кіріотиси

Своєрідним «нащадком» даного типу написання Богородиці є тип ікони «Живоносне Джерело», який набув великого поширення в руському та грецькому Православ'ї  .
Одне з стародавніх зображень Богородиці «Живоносне Джерело», що сягає чудотворного первообразу «Нікопеї Кіріотиси», відноситься до кінця XIII - початку XIV ст. На глиняній страві, знайденій у Криму, Божа Мати представлена в чаші в образі Оранти, з піднесеними в молитві руками.
Інше зображення, середини XIV століття, описує церковний історик Никифор Калліст. Він розповідає, що в середині фіали, схожої на хрещенську купіль, встановлену над джерелом, була зображена Богоматір з Немовлям Христом на лоні.
Спочатку ікона Божої Матері «Живоносне Джерело» поширювалася у списках без безпосереднього зображення самого джерела, проте через деякий час у спільну композицію почали включати чашу. У ще пізніших списках замість чаші з'явилися водоймище і фонтан, а згодом і колодязь.
На Русі ікони типу «Живоносне Джерело» набули широкого поширення з XVII століття і були подальшим ускладненням композиції, що побічно свідчить про зниження символічної наповненості «Нікопеї Кіріотиси». На іконах з'являється реалістично написана дерев'яна криниця, з якої б'є водяний струмінь, по сторонах його зображуються вселенські святителі Василь Великий, Григорій Богослов та Іоанн Златоуст. Вони черпають живоносну воду і роздають людям, що стоять навколо. На передньому плані зображувалися одержимі різними недугами.